# Akaba

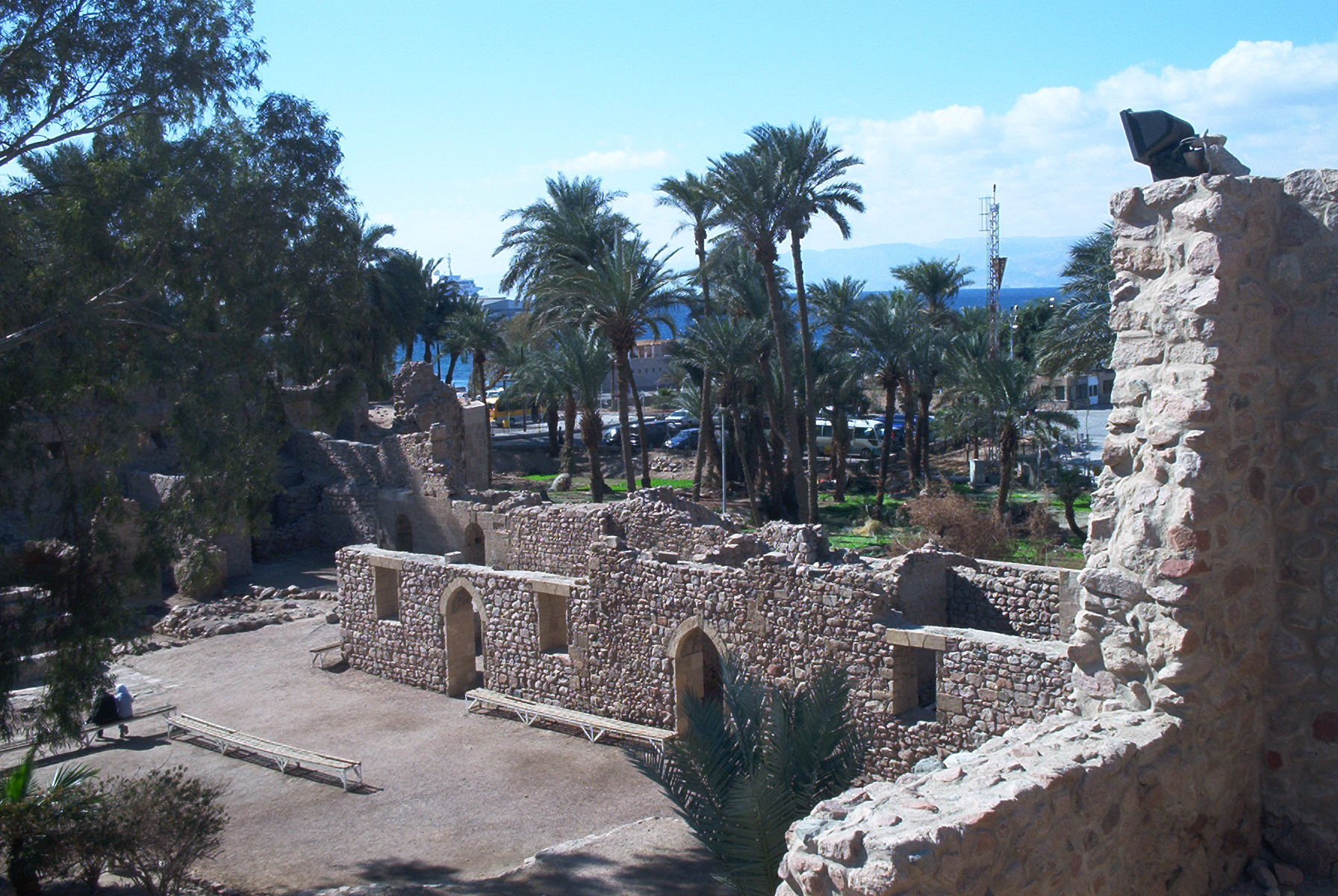
Ruiny fortu

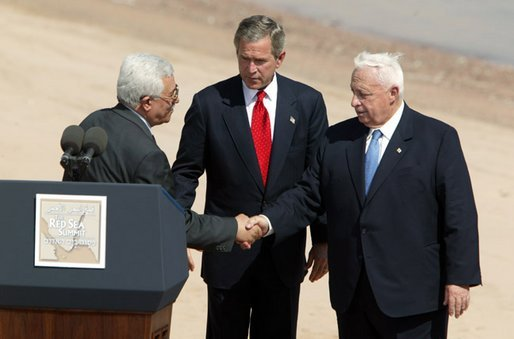
Mahmud Abbas, Ariel Szaron i George W. Bush w Akabie

Akaba (arab. العقبة, al-ʿAqabah) – miasto w południowo-zachodniej Jordanii, stolica muhafazy Akaba, nad Zatoką Akaba (Morze Czerwone), będące jedynym portem morskim kraju (jedynie 27 km linii brzegowej). Miasto ma port rybacki, lotnisko, połączenie drogowe i kolejowe z Ammanem oraz drogowe z Medyną (Arabia Saudyjska). Przez port wywozi się fosforyty, jest strefa wolnocłowa, przemysł chemiczny to gł. produkcja nawozów fosforowych. Znajduje się tutaj ośrodek sportów wodnych oraz akwarium morskie.

## Klimat
Suchy kontynentalno-tropikalny. Lato jest gorące i wietrzne, temperatura powyżej 30 °C. Zima jest ciepła, temperatura ok. 20 °C.

## Zabytki
- ruiny kościoła bizantyjskiego z IV wieku odkrytego w 1998
- ruiny czworobocznego fortu mameluckiego z XVI wieku o wymiarach 50 na 50 metrów
- niewielkie Muzeum Archeologiczne działające w dawnej rezydencji Husajna, przywódcy antytureckiego powstania arabskiego po zdobyciu Akaby w 1917. Na zbiory muzeum składają się drobne znaleziska związane z królestwem nabatejskim jak również elementy chińskiej ceramiki. Monety irackie i egipskie oraz reliefy bizantyjskie

## Historia
- X wiek p.n.e. – ośrodek wytopu miedzi i wioska rybacka
- III – II wiek p.n.e. – zdobyty przez Egipt
- I wiek p.n.e. – pod panowaniem Nabatejczyków znana pod nazwą Aila
- w czasach rzymskich przemianowana na Ailanę była ważnym miastem na szlaku z Damaszku do Egiptu i Palestyny
- po zajęciu przez Umajjadów miastu przywrócono nazwę Aila i otoczono fortyfikacjami. Miasto stało się ważnym miejscem przesiadkowym dla pielgrzymów do Mekki
- 1024 – miasto zdobyte przez lokalne plemiona
- 1068 – zniszczone w wyniku trzęsienia ziemi
- 1116 – zdobyte przez krzyżowców, którzy zbudowali na przybrzeżnej wyspie (zwanej wyspą faraona) fort
- 1170 – odbicie miasta przez Saladyna
- 1250 – zdobycie miasta przez wojska mameluckie. Sułtani mameluccy zbudowali fort na terenie miasta
- początek XVI wieku – miasto przechodzi w obszar wpływu Imperium Osmańskiego i traci na znaczeniu
- 1917 powstańcy arabscy przy współpracy Lawrence’a z Arabii wyparli z miasta garnizon turecki

## Atrakcje oraz interesujące miejsca
- plaże, dzielące się na części: północną (North Beach Area), środkową (Middle Beach Area) i południową (South Beach Area)
- Centrum Nauk Morskich (Marine Science Centre)
- park wodny Aquaba Marine Park
- w Muzeum Akaby można podziwiać cenne monety i porcelanę
- ogromna flaga powstania antytureckiego, powiewająca na 127 m maszcie

## Transport
Miasto posiada połączenia promowe z Tabą, Nuwajbi i Szarm el-Szejk, dzięki którym podróżując z Jordanii do Egiptu można ominąć Izrael.

## Współpraca
- Warna, Bułgaria
- Malaga, Hiszpania
- Petersburg, Rosja
- Basra, Irak
- Alcamo, Włochy